# Michel Sanchez
Michel Sanchez (Somain, 1 juli 1957) is een Franse muzikant.

## Biografie
Sanchez leerde al in zijn jeugd de piano en het orgel te bespelen. Na een opleiding aan het conservatorium startte hij met Eric Mouquet begin jaren 90 van de twintigste eeuw de band Deep Forest. De band mixte geluidsopnames van inheemse culturen en traditionele zang met elektronische muziek en was hiermee succesvol. Deep Forest won in 1995 een Grammy Award.
Sanchez bracht gelijktijdig naast Deep Forest ook soloalbums uit. Zijn eerste album is Windows uit 1994. Na de soundtrack voor de Japanse film Kusa no Ran koos Sanchez in 2008 voor een solocarrière. In totaal heeft hij negen albums onder zijn eigen naam uitgebracht en tien albums samen met Deep Forest.

## Discografie

### Soloalbums
- Windows (1994)
- Welenga (1997, met Wes Madiko)
- Hieroglyphes (2000)
- The Touch (2008)
- The Day of a Paper Bird (2008)
- Eliott (2014)
- The Man and the Machine (2015)
- Ca Sent L'Jazz (2016)
- Windows II (2016)

### Albums met Deep Forest
- Deep Forest (1992)
- World Mix (1994)
- Boheme (1995)
- Comparsa (1998)
- Made in Japan (1999, live)
- Pacifique (2000, soundtrack)
- Music Detected (2002)
- Essence of Deep Forest (2003, verzamelalbum)
- Essence of the Forest (2004, verzamelalbum)
- Kusa no Ran (2004, soundtrack)